# 刘荣惠
刘荣惠（1938年10月—1999年11月16日），男，天津宝坻人，中华人民共和国政治人物。

## 生平
1959年至1963年，在河北北京师范学院历史系学习。1962年11月，加入中国共产党。1966年至1967年，文化大革命中受冲击。1967年至1968年，在河北省大学生分配办公室工作。1968年至1974年，任中共河北省委办公厅秘书、省委组织部办公室副主任。1974年至1983年，任中共河北省宁晋县委副书记、书记。1983年至1985年，任中共邯郸地委书记，1985年夏至1990年4月，任中共河北省委常委、省委宣传部部长。1990年4月至8月，任中共河北省委常委、河北省人民政府副省长。1990年8月至1992年8月，任中共云南省委副书记。1992年8月至1998午1月，任中共陕西省委副书记。1998年1月，任河北省政协副主席。1985年9月中共全国代表会议增选中共第十二届中央候补委员。后连任十三届中央候补委员。1999年11月16日，在石家庄逝世。